# Фрејр
Фрејр je старонордијски бог. Познат је и под називима Fröce, Frö, Атриди и Менглад, а некад се звао и Ингве (Yngwe). Имао је чаробни мач који се борио сам од себе, али га је дао своме слуги Скирниру да му испроси лепу Герд, кћер дивова Гумира и Аурбоде. 
 Поседује још две вриједне ствари, које су израдили патуљци Синдри и Браки: то је златни вепар Гиленборсти (Gyllenborsti) који вози његова кола, и брод Скидбландир на који су могли стати сви богови, а у једра би му увијек дувао повољан ветар. Када не би пловио, смотао би га попут марамице и ставио у џеп. Коњ му се зове Блодигхови. 
Бориће се против Сурта, ватреног дива, који ће својим мачем спржити целу земљу и тад ће вероватно зажалити што је онако несмотрено поклонио свој чаробни мач.